# Vestfjarðagöng
Il Vestfjardargöng (anche detto galleria sotto il Breiðadalsá ed il Botnsheiði) è la galleria stradale più lunga in Islanda. Con la sua apertura, avvenuta nel settembre del 1996, si è tolto l'isolamento invernale alla città di Suðureyri collegandola con una via agevole al capoluogo dei fiordi occidentali Ísafjörður. 
La sua peculiarità, unica al mondo, è quella di essere composto da 3 gallerie che si congiungono in un'intersezione a T circa a metà del tragitto più lungo.

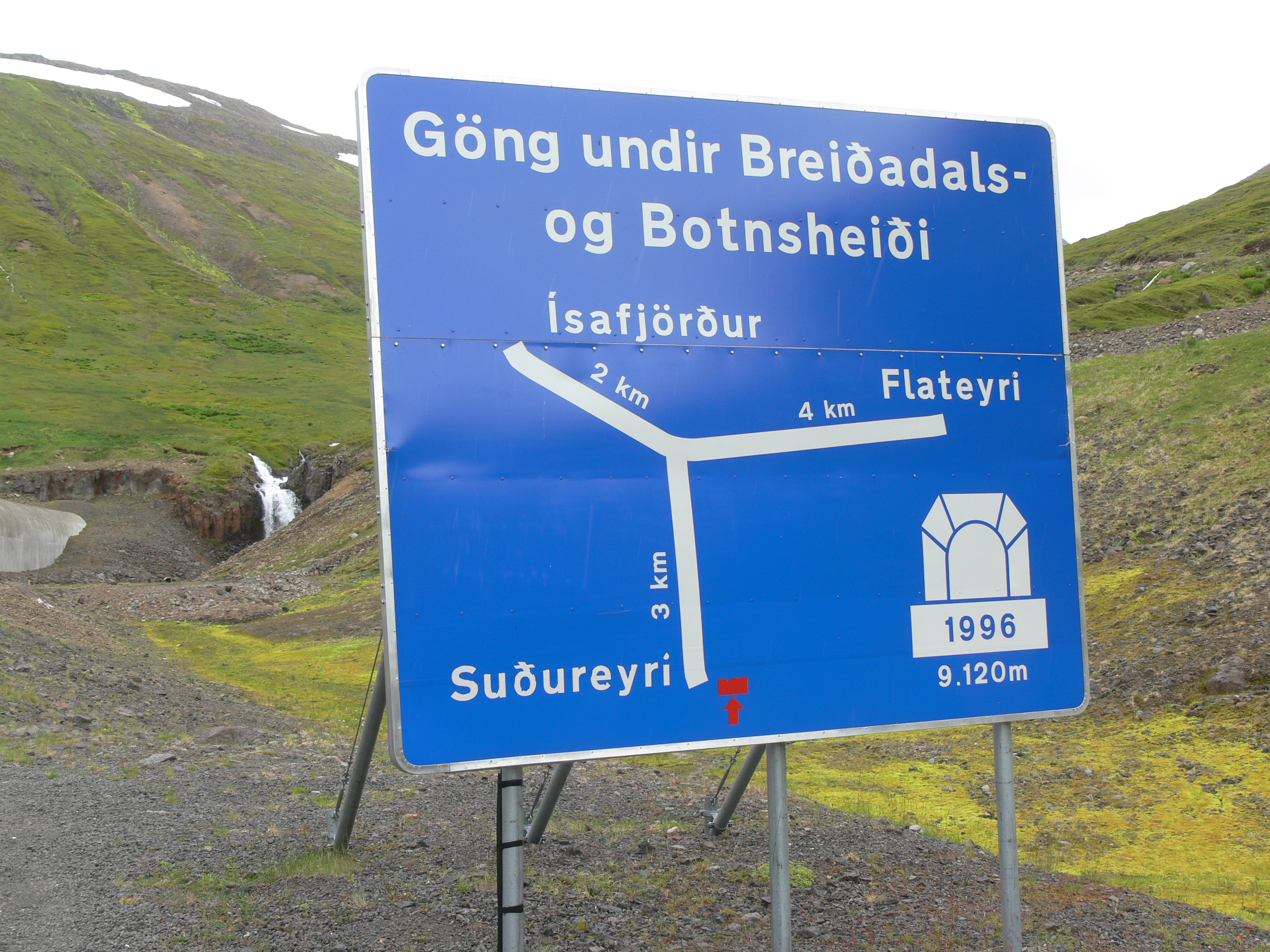
Segnale che indica la configurazione della galleria.

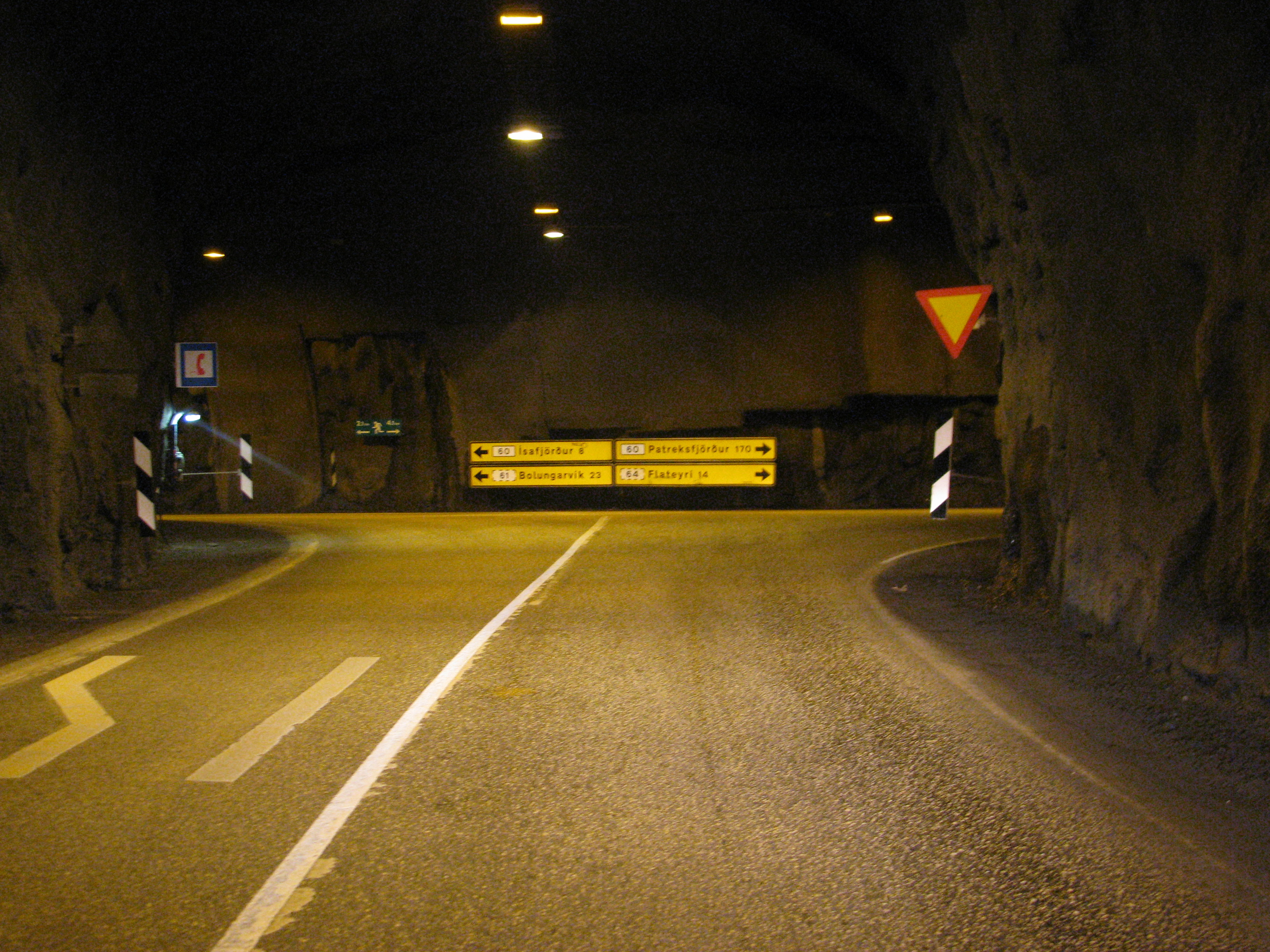
Vista dell'intersezione a T provenendo da Suðureyri.